# ناحیه اتک
ناحیه اتک (اردو: ضِلع اٹک) یکی از ناحیه‌های پاکستان است که در پنجاب واقع شده و مرکز آن اتک است. ناحیه اتک ۶٬۸۵۷ کیلومتر مربع مساحت و ۱٬۸۸۳٬۵۵۶ نفر جمعیت دارد و ۲٬۷۵۸ متر بالاتر از سطح دریا واقع شده‌است.